# Verruf
Ein Verruf oder Verschiss war eine bei Studentenverbindungen bis ins 20. Jahrhundert hinein gebrauchte Ehrenstrafe mit Zwangsmittelcharakter. Verrufe trafen meist einzelne Studenten oder Studentengruppen. Sie wurden aber auch gegen Personen außerhalb der Universität (Gewerbetreibende und Kneipwirte) oder sogar gegen eine ganze Universität ausgesprochen. Ein Verruf gegen eine Universität führte zu einem Auszug der Studentenschaft aus der jeweiligen Universitätsstadt. Dies geschah zum Beispiel 1809 in Göttingen nach der Gendarmen-Affäre, in deren Folge insgesamt 418 von 615 Studenten die Universität nach Eintragung in ausliegende Verrufslisten zum Wintersemester verließen.

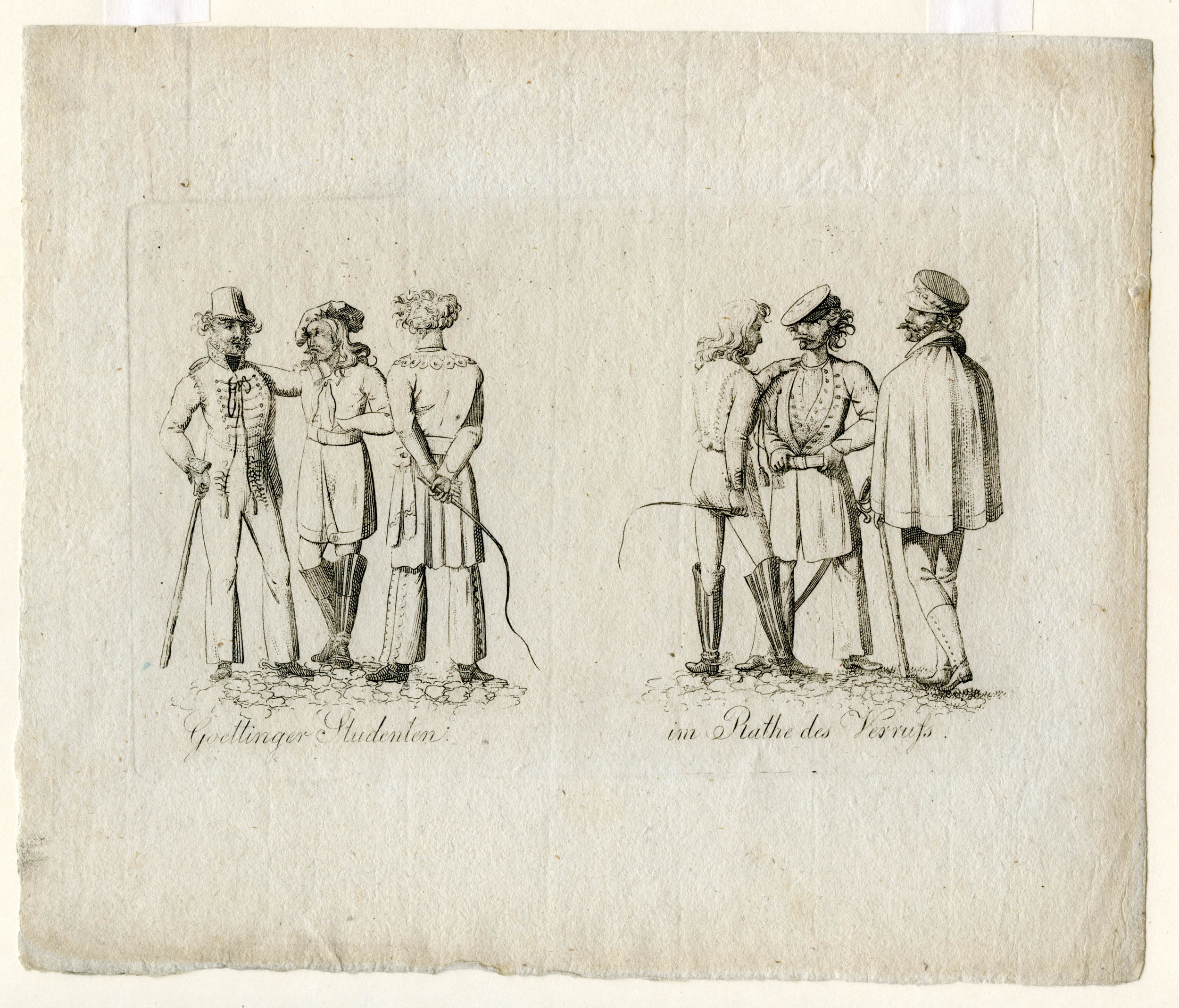
Göttinger Studenten im Rathe des Verrufs (1818)

Anfang des 19. Jahrhunderts übernahmen die Corps den schon bei den älteren Landsmannschaften gebräuchlichen Verruf als Strafe in die SC-Comments, die das Zusammenleben der Studenten an der Universität regelten. Mit temporärem oder perpetuellem Verruf wurde bestraft, wer sich gegen den SC-Comment verging. Ab 1818 wurde der Verruf von Seiten der Corps insbesondere in den Auseinandersetzungen mit den neu aufkommenden Burschenschaften angewandt, später auch in den Auseinandersetzungen mit der Progressbewegung. Im Gegenzug nahmen auch andere korporative Zusammenschlüsse für sich in Anspruch, Verrufe zu verhängen. Das 1913 geschlossene Marburger Abkommen zwischen dem Kösener Senioren-Convents-Verband (KSCV) der Corps, dem Vertreter-Convent der Turnerschaften (VC), der Deutschen Landsmannschaft (DL) und der Deutschen Burschenschaft (DB) sollte unter anderem zur Aufhebung gegenseitiger Verrufe an den einzelnen Universitäten beitragen.
Als studentische Ehrenstrafe beinhaltete der Verruf ein Umgangsverbot und wirkte in erster Linie als Form der sozialen Ausgrenzung. Verrufe gegenüber Nichtstudenten dagegen sollten die Betroffenen wirtschaftlich treffen und waren am ehesten mit dem modernen Boykott zu vergleichen, einer angelsächsischen Begriffsbildung aus der Zeit nach 1880. Die besondere Effizienz des Verrufs liegt heute noch, ähnlich wie beim Boykott, darin, dass Rechtsverletzungen und Verfahrensfehler erst nach Verhängung der Sanktion in einem (meist schiedsgerichtlichen) Verfahren oder (bei Fehlen entsprechender Vereinbarungen) gar nicht geprüft werden können.
Während der Verruf bei den Studenten des frühen 19. Jahrhunderts sehr ernst genommen wurde, entwickelte sich nach 1848 auch eine parodistische Variante für den Biertisch. Hier konnte nach dem Bier-Comment auch der Bier-Verschiß (B.V.) oder die Bier-Acht verhängt werden. Auf alten Bildern von studentischen Kneipen kann man teilweise mit kunstvollen Schnitzereien verzierte B.V.-Tafeln sehen, auf denen mit Kreide die verhängten Bier-Verschisse notiert und nach Vollzug der entsprechenden Sanktionen wieder gelöscht wurden.
In der modernen Sprache überlebt hat der Ausdruck „Verruf“ in Begriffen wie „verrufene Spelunke“ u. ä. Bekannt ist ebenfalls noch der Ausdruck „Der hat bei mir verschissen“.